# Paul Ssemogerere

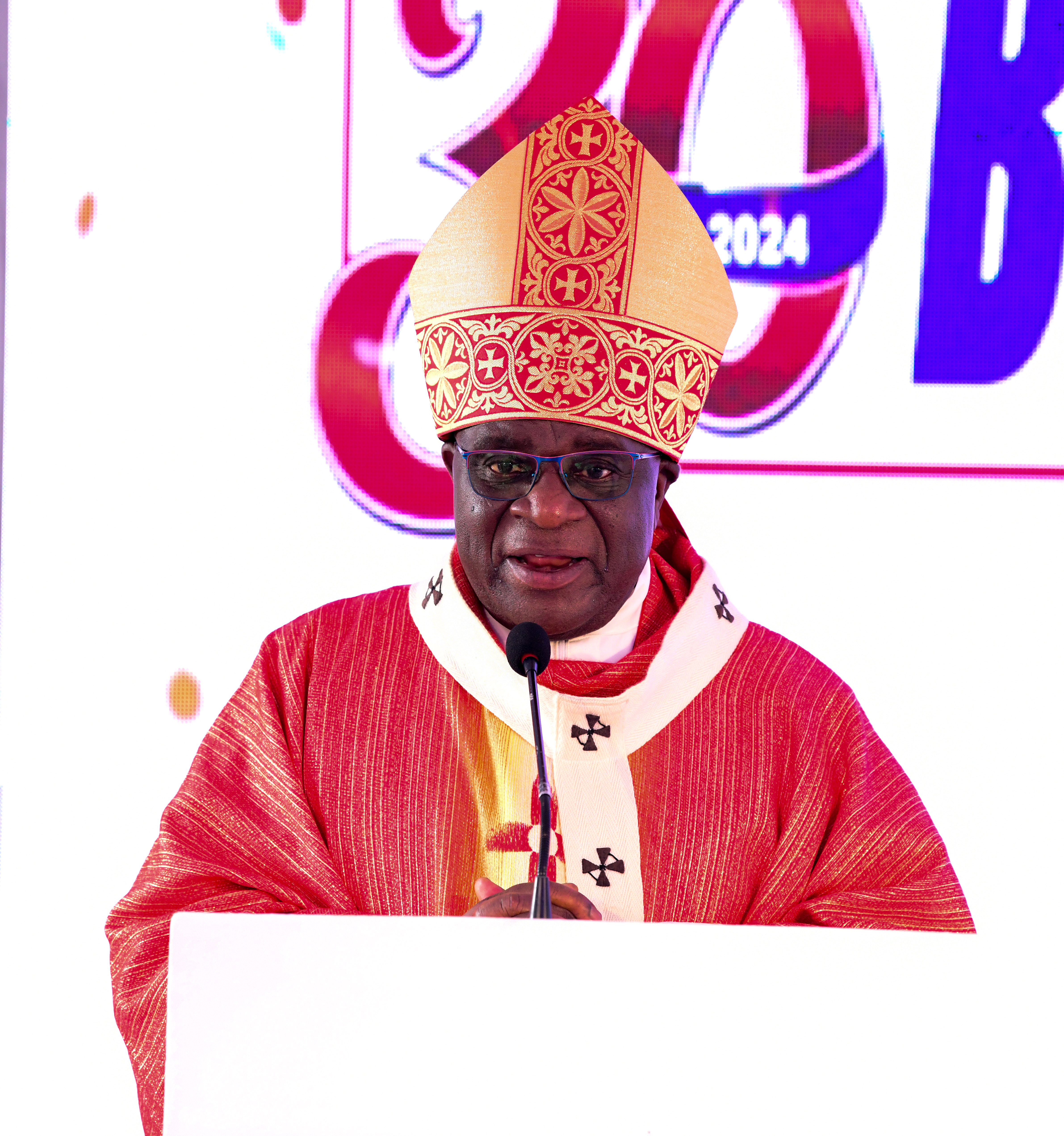
Erzbischof Paul Ssemogerere (2024)

Paul Ssemogerere (* 30. Juni 1956 in Kisubi) ist ein ugandischer Geistlicher und römisch-katholischer Erzbischof von Kampala.

## Leben
Paul Ssemogerere studierte Philosophie am Priesterseminar St. Mbaga in Kampala (1976–1978) und Theologie am Priesterseminar Saint Francis de Sales in Milwaukee (1978–1982). Am 3. Juni 1983 empfing er durch Emmanuel Kardinal Nsubuga die Priesterweihe für das Erzbistum Kampala. Er war anschließend von 1983 bis 1985 Lehrer sowie Vizerektor am Nswanjere Junior Seminary. 1985 wurde er Pfarrer von Nyenga, 1990 Pfarrer der Gemeinde Christus König in Kampala und 1999 Dekan des Dekanats. 2001 wurde er Generalvikar im Erzbistum Kampala. Er war Präsident des Verwaltungsrates des St. Augustine College in Wakiso.
Papst Benedikt XVI. ernannte ihn am 4. Juni 2008 zum Bischof von Kasana-Luweero. Der Erzbischof von Kampala, Cyprian Kizito Lwanga, spendete ihm am 23. August desselben Jahres die Bischofsweihe. Mitkonsekratoren waren Emmanuel Kardinal Wamala, Alterzbischof von Kampala, und Erzbischof Paul Tschang In-Nam, Apostolischer Nuntius in Uganda.
Papst Franziskus ernannte ihn am 8. April 2021 nach dem Tod von Cyprian Kizito Lwanga zusätzlich zum Apostolischen Administrator des Erzbistums Kampala. Am 9. Dezember 2021 ernannte ihn Papst Franziskus zum Erzbischof von Kampala. Die Amtseinführung fand am 25. Januar des folgenden Jahres statt.